# Янавичюс, Людвикас
Людвикас Янавичюс (лит. Liudvikas Janavičius, 5 сентября 1859, Лапкасяй, Шяуляйский район — 30 мая 1902, Якутск) — литовский социал-демократ-революционер, один из руководителей I Пролетариата.

## Биография
Людвик Янович в 1869—1876 годах учился в Шавельской мужской гимназии, затем до 1880 года в Виленской реальной гимназии, после чего уехал в Москву и продолжил обучение там. Во время нахождения в Москве принимает участие в деятельности польских социалистических организаций и вместе с Йонасом Шлюпасом редактирует их издания. В 1883 году, после образования I Пролетариата, Янавичюс становится одним из руководителей организации и устанавливает связи с группой «Освобождение труда». В 1884 году переводится в Варшавский университет и 30 июня того же года арестован. В 1885 года был приговорён к 16 годам каторги, 10 из которых проводит в шлиссельбургской тюрьме. В 1896 году сослан в Сибирь. Покончил жизнь самоубийством.